# Quiry-le-Sec
Quiry-le-Sec település Franciaországban, Somme megyében. Lakosainak száma 313 fő (2022. január 1.). Quiry-le-Sec Rocquencourt, Rouvroy-les-Merles, Coullemelle, Esclainvillers és Folleville községekkel határos.

## Népesség
A település népességének változása:
| Lakosok száma | 328  | 326  | 325  | 325  | 322  | 317  | 315  | 313  |
|               | 2013 | 2015 | 2017 | 2018 | 2019 | 2020 | 2021 | 2022 |